# Hradiště u Hlinné
Der Hradiště u Hlinné (deutsch: Radischken, 545 m) ist ein markanter Basaltberg im rechtselbischen Böhmischen Mittelgebirges unweit der Gemeinde Hlinná.

## Lage und Umgebung
Der Hradiště u Hlinné erhebt sich etwa vier Kilometer nördlich von Litoměřice (Leitmeritz). Unmittelbar am Fuß des Berges liegen die Gemeinde Hlinná und die kleine Ansiedlung Mentaurov (Mentau). Im Norden erstreckt sich ein weites kaum bewaldetes Bergplateau, welches bis zum benachbarten Berg Holý vrch u Hlinné (Kundratitzer Kahleberg) hinüberreicht.

## Naturschutz
Der obere Teil des Berges ist auf einer Ausdehnung von 5,3 ha seit 1954 als Naturreservat unter staatlichen Schutz gestellt. Bemerkenswert ist das im Rückgang befindliche Vorkommen der Finger-Kuhschelle (Pulsatilla patens ) und der endemischen böhmischen Wiesen-Kuhschelle (Pulsatilla pratensis bohemica) in den Trockenrasen der West- und Südseite. Im Schatten der Bewaldung an der Ostseite und am Gipfelplateau finden sich ausgedehnte Bestände des Leberblümchens (Hepatica nobilis), welches hier in einer farblich blassen Varietät vorkommt.

## Aussicht

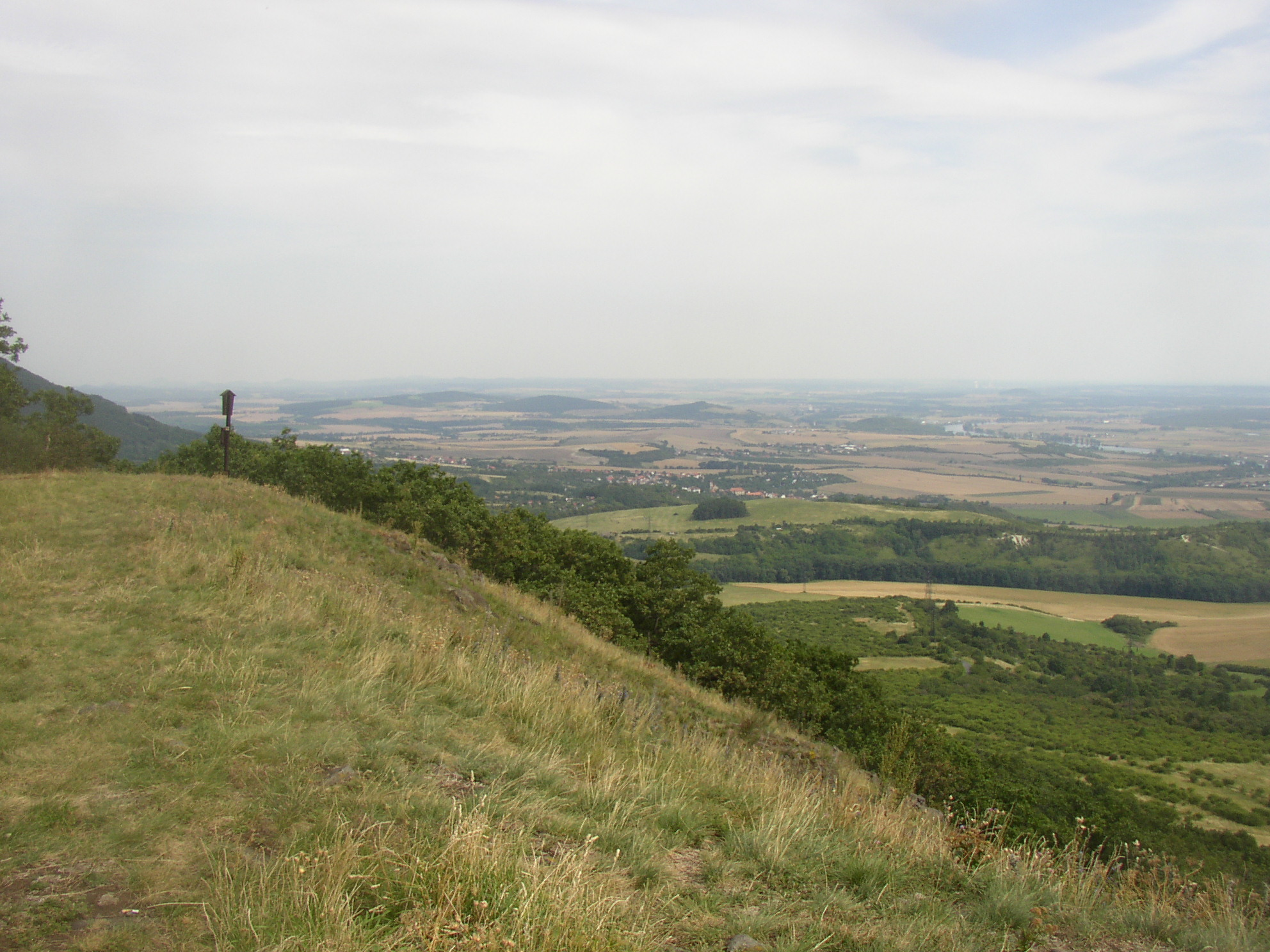
Aussicht vom Gipfel in Richtung Südost

Vor allem in südliche Richtung ist eine weite Aussicht vom Gipfel über die weite Elbniederung und zu den Bergen des südlichen Böhmischen Mittelgebirges möglich. Markante Erhebungen im Blickfeld sind vor allem Radobýl (Radobil), Hazmburk (Hasenburg) und Lovoš (Lobosch). Im Vordergrund fällt der Blick über die ausgedehnte Bebauung der alten Bischofsstadt Litoměřice.

## Wege zum Gipfel
Der Gipfel ist auf einem gelb markierten Pfad von Hlinná, aus östlicher Richtung von der Siedlung Mentaurov zu erreichen.